# François Andrieux
François-Guillaume-Jean-Stanislas Andrieux (Estrasburgo, 6 de maio de 1759 - Paris, 10 de maio de 1833) foi um advogado, poeta e dramaturgo francês.

## Biografia
Andrieux foi educado em Estrasburgo e se mudou para Paris para estudar Direito. Lá se tornou amigo íntimo do dramaturgo Jean-François Collin d'Harleville. Tornou-se secretário do duque de Uzès, e trabalhou como advogado, mas sua atenção ficou dividida entre sua profissão e a literatura.
Suas peças são de estilo do século XVIII, comédias de intrigas, mas elas estão, juntamente com as de Collin d'Harleville, entre as melhores do período, bem próximas às de Pierre Beaumarchais. Les Étourdis, sua melhor comédia, foi representada em 1788 e ganhou para o autor o elogio do escritor e crítico La Harpe.
Andrieux saudou o início da Revolução com prazer e recebeu um cargo do novo governo, mas no início do Terror, se retirou para Mévoisins, onde morou na propriedade de seu amigo Collin d'Harleville. No período da Convenção foi nomeado juiz civil do Tribunal de Cassação, e foi um dos membros originais do Institut de France.
Um estadista moderado, Andrieux foi eleito secretário e, finalmente, presidente da Tribunat, mas assim com alguns de seus companheiros, foi expulso por sua atitude inconciliável no processo de criação do código civil. Durante seu afastamento forçado, se dedicou a escrever para o teatro, produzindo Le Trésor e Molière avec ses amis, ou la Soirée d’Auteuil, em 1804. Tornou-se bibliotecário de José Bonaparte e do Senado, foi professor de gramática e literatura na École Polytechnique e, posteriormente, no Collège de France.
Como professor Andrieux foi extraordinariamente bem sucedido, e suas palestras, que infelizmente não foram preservadas, atraíram homens maduros, bem como os estudantes comuns. Era rigidamente clássico em seus gostos, e um oponente ardente do Romantismo, que tendia, em sua opinião para a subversão da moral. Entre suas outras peças estão: La Comédienne (1816), uma de suas melhores comédias, e uma tragédia, Lucius Junius Brutus (1830). Andrieux foi o autor de algumas excelentes histórias e fábulas: La Promenade de Fénelon, Le Bulle d'Alexandre VI. e  Le Meunier Sans-Souci. Em 1829 Andrieux se tornou secretário perpétuo da Academia Francesa, e no cumprimento das suas funções, trabalhou efetivamente para a conclusão do Dictionnaire de l'Académie française.
Andrieux casou em 28 de setembro de 1784 com Marie Jude com quem teve duas filhas. Uma se casou com Saint-Albin Berville (1788-1868), advogado de renome e político, e a outra com Alexandre Labrouste, diretor do Collège Sainte-Barbe, irmão do arquiteto Henri Labrouste, construtor da Biblioteca de Sainte-Geneviève. Morreu em 10 de maio de 1833 em Paris.

## Trabalhos

### Teatro
- 1782: Anaximandre, ou le Sacrifice aux Grâces, comédia em um ato e verso de dez sílabas, Comédie Italienne, 20 de dezembro.
- 1787: Les Étourdis, ou le Mort supposé, comédia em três atos e em verso, Théâtre-Italien, 14 de dezembro.
- 1790: Louis IX en Égypte, ópera em três atos de Nicolas-François Guillard e Andrieux, música de Jean-Baptiste Lemoyne, Royal Academy of Music, 15 de junho.
- 1794: L'Enfance de Jean-Jacques Rousseau, comédia em um ato misturado com ariettes, música de Nicolas Dalayrac, criada na Opéra-Comique (salle Favart), (4 prairial an II) 23 de maio.
- 1802: Helvétius, ou La Vengeance d'un sage, comédia em um ato e em verso, Théâtre Louvois, 28 prairial ano X.
- 1804: Le Trésor, comédia em cinco atos e em verso, Théâtre Louvois, 28 de janeiro.
- 1804: Molière avec ses amis, ou la Soirée d'Auteuil, comédia em um ato e em verso, Théâtre-Français, 16 Messidor an XII.
- 1808: La Suite du Menteur, comédia em cinco atos e em verso após Pierre Corneille, "Com mudanças e adições significativas e um prólogo", Théâtre-Français, 29 de outubro.
- 1810: Le Vieux Fat, ou les Deux Vieillards, comédia em cinco atos e em verso, Théâtre-Français, 6 de junho.
- 1830: Lucius Junius Brutus, tragédia em cinco atos, Théâtre-Français, 13 de setembro.
- 1816: uelques scènes impromptu ou la Matinée du jour de l’an. Prologue pour l’ouverture du Théâtre royal de l’Odéon, sous la direction of M. Picard, Théâtre de l'Odéon, 1 de janeiro.
- 1816: La Comédienne, comédia em três atos e em verso, Théâtre-Français, 6 de março.
- 1818: La Jeune Créole, comédia em cinco atos e em prosa, "imitada do inglês por Richard Cumberland".
- 1826: Le Rêve du mari, ou le Manteau, comédia em um ato e em verso, Théâtre-Français, 20 de maio.

### Trivia
- 1795: Querelle de Saint-Roch et de Saint-Thomas, sur l’ouverture du manoir céleste à Mlle Chamero.
- 1800: Contes et opuscules, en vers et en prose, suivis de poésies fugitives. Par Andrieux, de l'Institut National. Paris, Renard. [Em Paris, Chez Ant. agosto Renouard, Livreiro, rue St.-André-des-Arcs, n°. 42. VIII - 1800.] In-8°, [1 (meio título)], [1 bl.], [1 (título)], [1 bl.], IV (aviso), [1 (errata) ], [1 bl.], 184 p. [edição original contendo suas peças mais famosas: e Procès du sénat de Capoue, Le Doyen de Badajoz, Le Meûnier de Sans-Souci et le Dialogue entre deux journalistes sur les mots « Monsieur » et « Citoyen »].
- 1806: Cours de grammaire et de belles-lettres : Sommaire des leçon.
- 1818–1823: Œuvres de François-Guillaume-Jean-Stanislas Andrieux (4 volumes).
- 1830–1831: Dialogues de l’orateur : Brutus ou Dialogue sur les orateurs illustres (2 volumes). Tradução de Cícero.
- 1842: Poésies de François-Guillaume-Jean-Stanislas Andrieux.
- 1900: Récits et anecdotes.